# 聖安東尼奧德洛斯阿爾托斯
10°22′28″N 66°58′1″W / 10.37444°N 66.96694°W
聖安東尼奧德洛斯阿爾托斯（西班牙語：San Antonio de Los Altos），是委內瑞拉的城鎮，位於該國北部米蘭達州，是洛斯薩利亞斯市的首府，始建於1683年5月1日，面積51平方公里，海拔高度1,600米，人口69,554，人口密度每平方公里1,459.25人。